# Alcis moesta
Alcis moesta là một loài bướm đêm trong họ Geometridae.